# Томос
Томос (грч. τόμος []) црквени је акт којим се у Православној цркви уређују разна еклисиолошка или теолошка питања од већег значаја. Томос се по правилу доноси од стране сабора, односно синода, а потписује га поглавар помесне цркве. Томоси са еклисиолошком садржином најчешће се издају поводом давања, односно признавања аутокефалног или аутономног статуса неке помесне цркве, док се томоси са теолошком садржином издају поводом регулисања неког важног догматског или литургијског питања.
Патријаршијским и синодским томосом Цариградске патријаршије (1922) признато је уједињење свих православних црквених области у Краљевини Срба, Хрвата и Словенаца у садашњу Српску православну цркву. Саборским и патријаршијским томосом из 2005. године, СПЦ је уредила канонско-правни статус аутономне Православне охридске архиепископије. Патријаршијским томосом из 2022. године, СПЦ је признала аутокефалност Македонске православне цркве.